# 광명업사이클아트센터
광명업사이클아트센터는 경기 광명시에 위치한 업사이클을 주제로 한 복합문화공간이다. 2014년 문화체육관광부의 '폐산업시설 문화재생사업' 공모에 광명시가 선정돼 광명시자원회수시설 홍보동으로 쓰이던 건물을 리모델링하여 2015년 6월 12일 개관하였으며, 2024년 07월 광명시 오리로703 (하안동)으로 이전 개관하였다. 

하안동 광명업사이클아트센터

광명시 자원순환과 광명업사이클아트센터는 업사이클을 주제로 다양한 전시, 공연, 체험교육, 이벤트 등 문화행사 뿐 아니라 창업기업 관련 산업 육성 사업을 운영하고 있다.

## 시설
광명업사이클아트센터는 광명시 하안동 소재, 지하 1층~지상 4층의 건물로 구성돼 있다. 

지하 1층에는 빈 용기 지참 시 친환경 주방·세탁세제와 섬유유연제를 구매할 수 있는 리필스테이션이 무인으로 운영되고 있으며 버려진 폐목재로 업사이클 가구를 만드는 목공실과 패브릭 위주의 체험 교육이 진행되는 섬유가공실, 기부를 통해 수집한 업사이클 소재를 가공(세척, 재단 등) 하는 소재준비실이 있다.

광명업사이클아트센터 1층 전시장

지상 1층에는 업사이클 아트 작품을 상시 전시하는 전시장과 시민을 위한 일회용 쓰레기 없는 카페 및 편의시설, 업사이클 및 친환경 디자인 제품이 진열된 아트숍이 마련돼 있다. 
지상 2층에는 다양한 업사이클 체험 교육이 진행되는 교육실과 광명업사이클아트센터 및 자원순환과 사무실, 영유아 동반 시민을 위한 수유실로 구성돼 있다.
지상 3층에는 시민과 업사이클 및 에코디자인 가상오피스 기업을 위한 공용 사무 공간인 공유오피스와 사전 대관 신청을 통해 사용할 수 있는 회의실, 커뮤니티실1, 커뮤니티실2 공간이 있으며, 광명시 환경관리과 사무실이 마련돼 있다.
지상 4층에는 업사이클 푸드 행사를 위한 공유 주방과 각 종 세미나 및 행사가 가능한 공연장이 있다. 공연장은 광명업사이클아트센터 홈페이지에서 사전 대관 신청 시 사용이 가능하다.

## 연혁
- 2014 문화체육관광부 폐산업시설 문화재생사업 공모 선정
- 2015 광명업사이클아트센터 개관 (국내 최초의 업사이클 복합문화공간)
- 2016 폐산업시설 문화재생사업 우수사례 선정
- 2016 경기NEXT 창조오디션 최우수상 수상 55억 교부
- 2016 전국 지방자치단체 매니페스토 대회 도시재생분야 우수상 수상
- 2016 문화체육관광부 지역문화대표브랜드 우수상 수상
- 2017 문화체육관광부 관광콘텐츠 통합 지원 사업 선정
- 2017 누적 관람객 70만 명 돌파
- 2018 업사이클 예술축제 개최
- 2018 이케아코리아와 업무협약(MOU) 체결
- 2019 경기도 경기문화창조허브 확대 구축 사업 공모 선정
- 2019 누적 관람객 100만 명 돌파
- 2020 에코디자인 창업지원센터 '광명경기문화창조허브' 개소
- 2021 누적 관람객 120만 명 돌파
- 2022 한국환경산업협회와 업무협약(MOU) 체결
- 2022 AK플라자와 업무협약(MOU) 체결
- 2022 누적 관람객 130만 명 돌파
- 2024 광명시 하안동 업사이클 문화 산업 클러스터 개관

## 위치 및 교통
- 경기도 광명시 오리로 703, (하안동)광명업사이클아트센터
- 철산역 2번 출구 건너편 버스정류장에서 17, 12, 22, 504번 버스 탑승 후 광명시민체육관 하차 도보 2분
- 독산역 2번 출구 앞 쪽 버스정류장에서 27번 버스 탑승 후 하안북초등학교 하차 도보 3분
- 자가용 이용 시, 광명시민체육관 부설 주차장 이용(입차 후 1시간 무료, 2시간 30분까지 500원, 이후 30분당 500원 추가) 후 광명시민체육관에서 하안북초등학교 병설유치원 방향으로 도보 이용 02-2610-7300 (광명도시공사)